# ناتاليا برناردو
ناتاليا برناردو (بالبرتغالية: Natália Bernardo) مواليد 25 ديسمبر 1986 في لواندا، هي لاعبة كرة يد أنغولية تلعب كوسط مدافع. مثلت منتخب أنغولا لكرة اليد للسيدات. شاركت في دورة الألعاب الأولمبية الصيفية سنة 2008. حققت المركز الأول في ألعاب عموم أفريقيا 2011.

## سجل المنافسة
شاركت في البطولات التالية:
- الألعاب الأولمبية الصيفية 2008
- الألعاب الأولمبية الصيفية 2012
- الألعاب الأولمبية الصيفية 2016
- بطولة العالم لكرة اليد للسيدات 2011
- بطولة العالم لكرة اليد للسيدات 2013
- بطولة العالم لكرة اليد للسيدات 2015

## الميداليات
| الميدالية | المسابقة                |
| --------- | ----------------------- |
| ذهبية     | ألعاب عموم أفريقيا 2011 |

## روابط خارجية
- ناتاليا برناردو على موقع الاتحاد الدولي لكرة اليد (الإنجليزية)
- ناتاليا برناردو على موقع اللجنة الأولمبية الدولية (الإنجليزية)
- ناتاليا برناردو على موقع اللجنة الأولمبية الدولية (الإنجليزية)
- ناتاليا برناردو على موقع أوليمبيديا (الإنجليزية)